# 466
Évszázadok: 4. század – 5. század – 6. század
Évtizedek: 410-es évek – 420-as évek – 430-as évek – 440-es évek – 450-es évek – 460-as évek – 470-es évek – 480-as évek – 490-es évek – 500-as évek – 510-es évek
Évek: 461 – 462 – 463 – 464 –  465 – 466 – 467 – 468 – 469 – 470 – 471

## Események

### Nyugat- és Keletrómai Birodalom
- I. Leo keletrómai császárt és Flavius Tatianust választják consulnak.
- A hun Dengizich és Ernak (Attila fiai) követséget küldenek I. Leóhoz és kérik a kereskedelmi kapcsolatok felvételét és egy kereskedőhely kijelölését a Dunánál. Mikor a császár ezt elutasítja, Dengizich háborúval fenyegetőzik.
- Leo császár egyik hadvezére, Tariszisz vádjai alapján börtönbe záratja kényelmetlenül nagy hatalmú hadseregparancsnoka, Aspar fiát, Ardaburt. Hogy megfelelő hatalmi ellenpontot építsen ki, idősebbik lányát, Ariadnét feleségül adja Tarisziszhez, aki felveszi a görögösebben hangzó Zénón nevet.
- II. Theodoric vizigót királyt meggyilkolja öccse, Euric, aki királlyá kiáltja ki magát, felbontja a rómaiakkal kötött vazallusi (foedus) státuszt és szövetséget köt a szvébekkel és vandálokkal.

### Kína
- Az udvaroncok meggyilkolják a környezetét terrorizáló Liu Ce-jét, a Liu Szung dinasztia 16 éves császárát. A trónt nagybátyja, Liu Jü foglalja el, aki a Ming uralkodói nevet veszi fel. Liu Ce-je 10 éves öccse, Liu Ce-hszün udvaroncai felbujtására fellázad, magának követeli a trónt és sikerül az ország jelentős részét maga mellé állítani, de csatát veszít, elfogják és kivégzik.

## Születések
- I. Klodvig, frank király
- Ankan, japán császár

## Halálozások
- január 1. – Liu Ce-je, a Liu Szung dinasztia császára
- II. Theodoric, vizigót király

## Fordítás
- Ez a szócikk részben vagy egészben  a(z)   466 című angol Wikipédia-szócikk ezen változatának fordításán alapul.  Az eredeti cikk szerkesztőit annak laptörténete sorolja fel. Ez a jelzés csupán a megfogalmazás eredetét és a szerzői jogokat jelzi, nem szolgál a cikkben szereplő információk forrásmegjelöléseként.